# Anaspis parallela
Anaspis parallela es una especie de coleóptero de la familia Scraptiidae.

## Distribución geográfica
Habita en el Báltico.